# Langfossen
Langfossen é uma queda de água localizada no município de Etne, condado de Hordaland, Noruega. A queda de água está localizada a cerca de 5 quilômetros do sudoeste de Fjæra. A água cai a partir de uma montanha a uma distância total de cerca de 612 metros de altura, antes que a água chega no fiorde de Åkrafjorden na base da montanha. A European route E134 é a estrada que percorre a base da queda de água, tornando o acesso muito fácil.
O World Waterfall Database declarou a Langfossen, uma das melhores cachoeiras do mundo. Em março de 2011, a CNN/Budget Travel nomeou Langfossen como uma das dez mais belas cachoeiras do mundo. A cachoeira é uma das poucas na Noruega que não tenha sido utilizada na geração de energia hidrelétrica, por isso ainda está em seu estado natural.

## Galeria

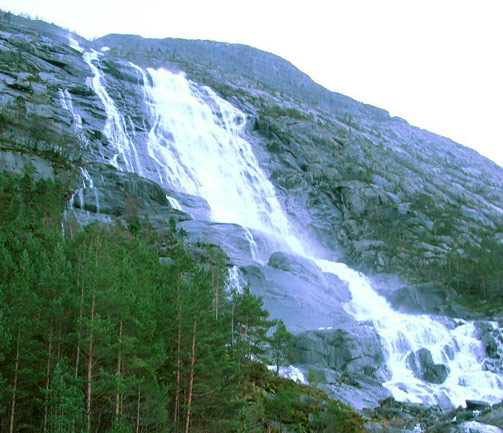
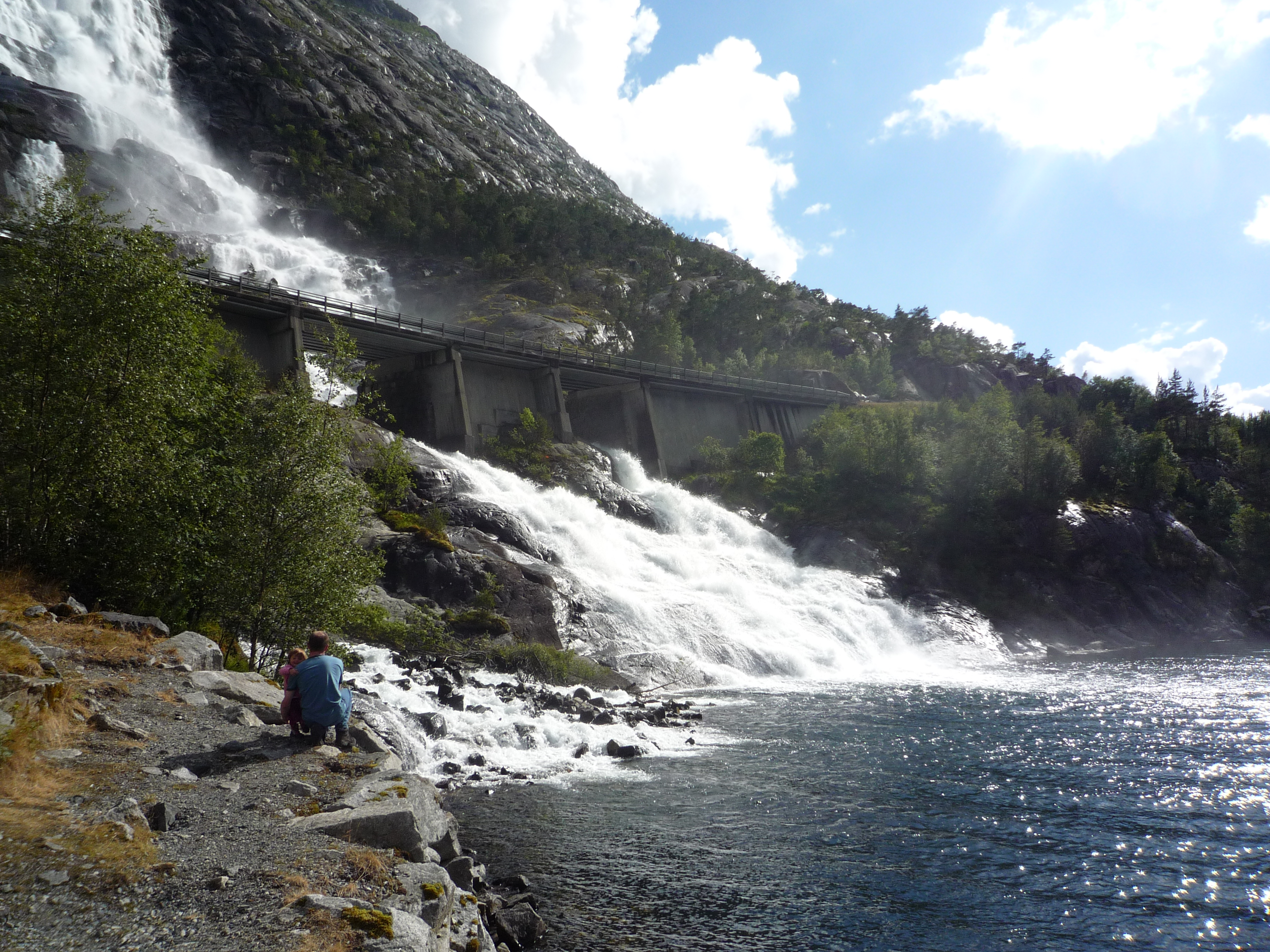
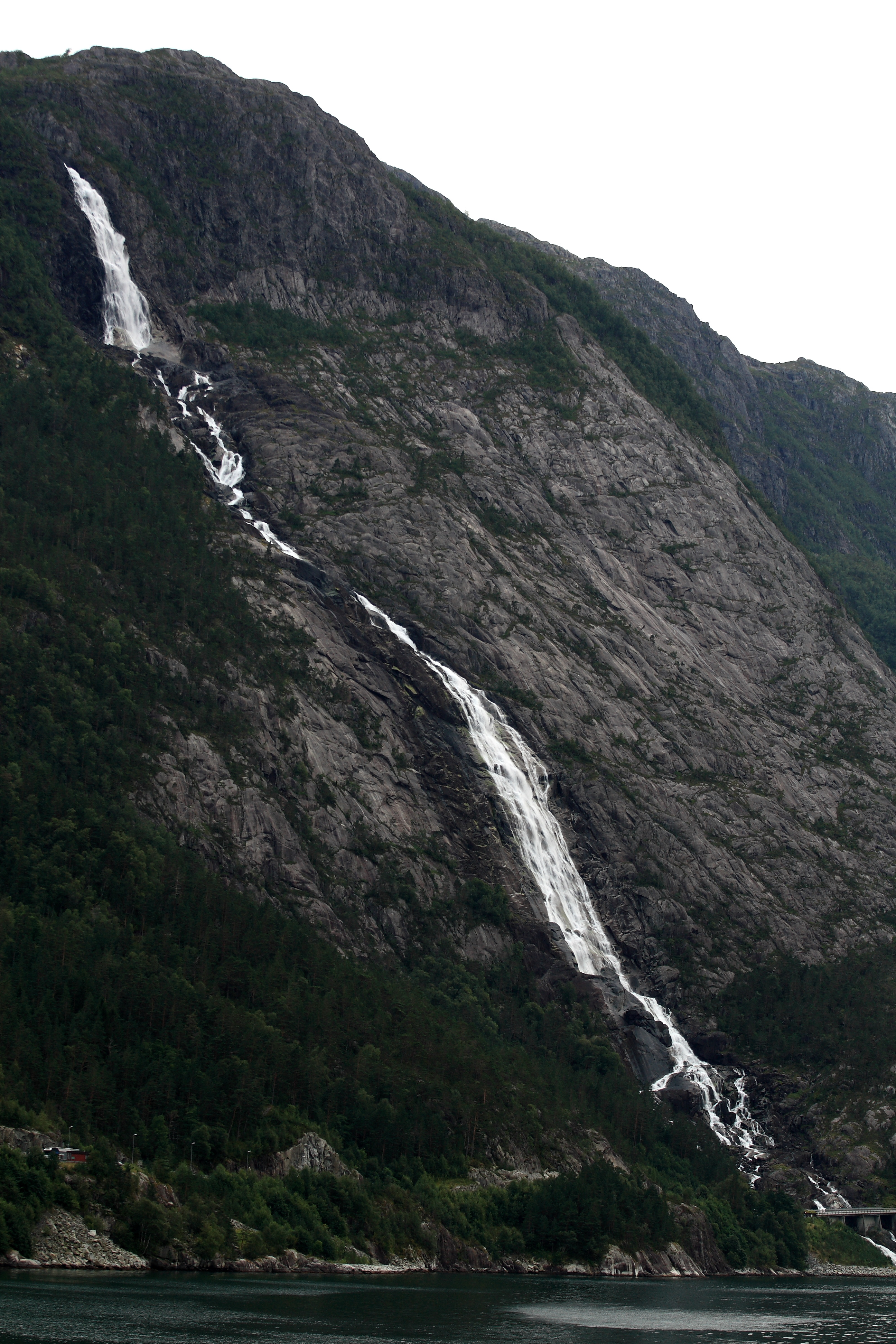
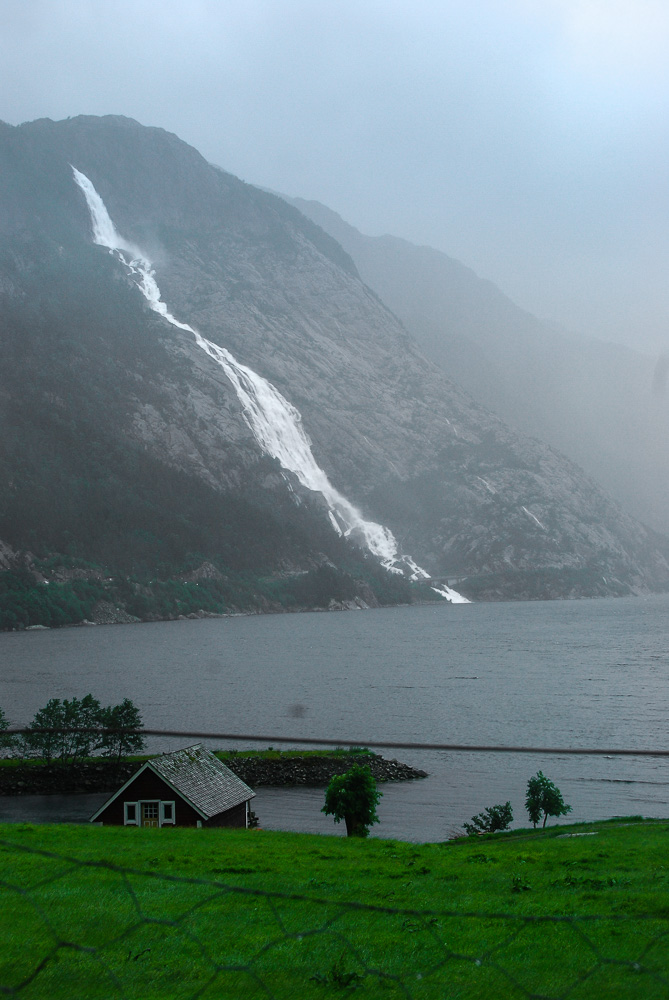